# Красноярское сельское поселение (Лебяжский район)
Красноярское сельское поселение  — муниципальное образование в составе Лебяжского района Кировской области России, существовавшее в 2006 — 2012 годах.
Центр — село Красное.

## История
Красноярское сельское поселение образовано 1 января 2006 года согласно Закону Кировской области от 07.12.2004 № 284-ЗО.
Законом Кировской области от 28 апреля 2012 года № 141-ЗО поселение было упразднено, все населённые места включены в состав Михеевского сельского поселения.

## Состав
В состав поселения входили 6 населённых пунктов:
- село Красное
- деревня Лотовщина
- деревня Мальковщина
- деревня Приверх
- деревня Редькино
- деревня Фадеево